# Джун-ічі Нішізава
Дзюн-ічі Нісідзава (西澤 潤一, Нісідзава Дзюнічі; 12 вересня 1926 — 21 жовтня 2018) — японський інженер та винахідник. Він відомий своїми електронними винаходами з 1950-х років, включаючи PIN-діод, статичний індукційний транзистор, статичний індукційний тиристор SIT/SITh. Його винаходи сприяли розвитку інтернет-технологій та інформаційної ери. Він був професором Софійського університету.

## Життєпис
Нісідзава народився в Сендаї, Японія, 12 вересня 1926 року. Він здобув ступінь бакалавра наук у 1948 році та ступінь доктора інженерних наук у 1960 році в Університеті Тохоку.
У 1953 році він приєднався до Науково-дослідного інституту електрозв'язку в Університеті Тохоку. Він став там професором і був призначений директором двох дослідницьких інститутів. З 1990 по 1996 рік Нісідзава обіймав посаду президента Університету Тохоку.
Він став президентом Префектурного університету Івате у 1998 році.